# Paratyndaris albofasciata
Paratyndaris albofasciata är en skalbaggsart som beskrevs av Knull 1937. Paratyndaris albofasciata ingår i släktet Paratyndaris och familjen praktbaggar. Inga underarter finns listade i Catalogue of Life.